# Mary Lasker
(Michael De Bakey)
Mary Lasker, nata Woodard (Watertown, 30 novembre 1900 – 21 febbraio 1994), è stata un'antiquaria e filantropa statunitense.

## Biografia
Mary Lasker (il suo nome anagrafico era Mary Woodard) nacque il 30 novembre del 1900 a Watertown nel Wisconsin, da Frank Elwin Woodard, un banchiere, e Sara Johnson Woodard, una casalinga. Fin da bambina fu soggetta a dolorose e frequenti mastoiditi e otiti. Fu ciò a far nascere in lei l'interesse per le cure mediche e a temprarle il carattere. Fin da piccola si occupò dei suoi genitori, entrambi ipertesi, e cercò per loro una cura nonostante i medici le suggerirono semplicemente di evitare ai suoi cari ogni stress. Poco tempo dopo accadde l'avvenimento che fece nascere in lei la voglia di intraprendere la sua personale crociata contro il cancro. La sua cuoca si ammalò di tumore e i medici si rifiutarono di specificare la diagnosi.
(Mary Lasker)

## Gli studi e gli impieghi

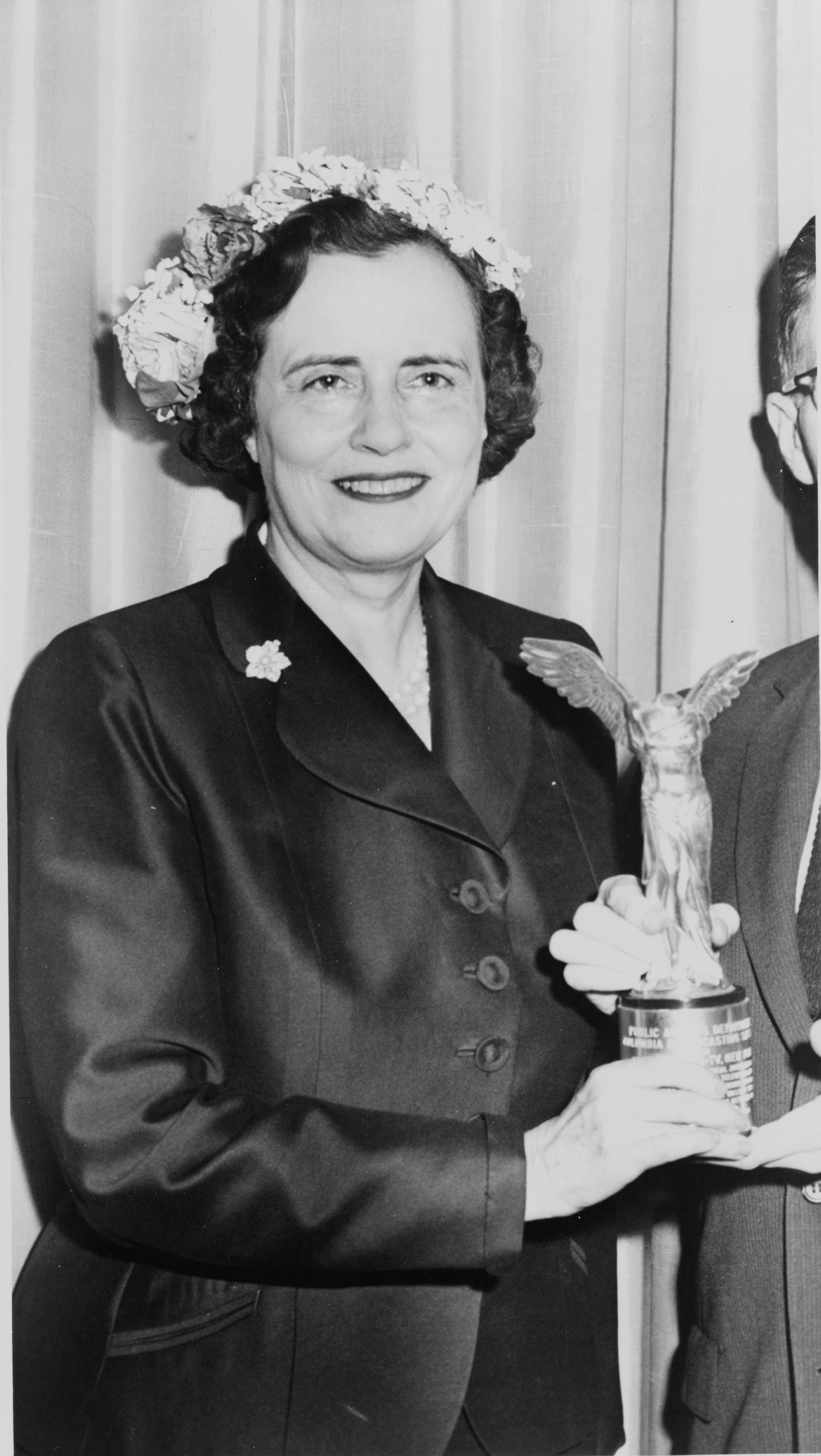
Mary Lasker nel 1957

Si diplomò in storia dell'arte al Radcliffe College con pieni voti e con lode e dopo qualche anno seguì un corso di perfezionamento ad Oxford, tornando negli Stati Uniti nel 1924. Lavorò come antiquaria alle Reinhardt Galleries di New York e ben presto ne sposò il proprietario, Paul Reinhardt. Il matrimonio però non prese la giusta piega e così, dieci anni dopo, sopraggiunse il divorzio.
Nel 1940 incontrò Albert Lasker e dopo poco tempo i due si sposarono. Albert Lasker era a quel tempo il multimilionario presidente di un'agenzia di pubblicità a Chicago. Mary riuscì a coinvolgere Albert nella sua lotta contro il cancro, nonostante lui non nutrisse particolare interesse né per la medicina né per la ricerca in campo medico. Nel 1942, dopo quarantaquattro anni di attività, Albert Lasker chiuse la sua agenzia, diventato ormai un importante sostenitore della ricerca biomedica. Sempre nel 1942 fondò, insieme alla moglie Mary, la famosa Lasker Foundation. Lo scopo di questa fondazione era di sostenere le ricerche nei settori della salute mentale, della reumatologia, della cardiologia, del controllo delle nascite e anche della ricerca sui tumori.

## La battaglia contro il cancro
Nel 1943 Mary Lasker riorganizzò in modo sostanziale l'American Cancer Society. In questa riorganizzazione venne aiutata della sorella Alice Fordyce e da alcuni amici. Venne a galla ben presto il grande problema della società, ossia la mancanza di fondi.  Ma Mary grazie alla sua determinazione riuscì a raddoppiare i fondi in poco più di un anno e ad investire il 25% dei fondi nella ricerca biomedica. Pensò inoltre che un sostegno da parte del governo potesse giovare in maniera significativa alla ricerca contro malattie mortali, dalle cardiopatie ai tumori. Mary si rese conto che, per poter arrivare ad un sostegno da parte del governo, aveva bisogno di visibilità negli ambienti americani più importanti. Ricevette un grande aiuto da parte del marito, che dal 1944 la introdusse in un ambiente frequentato da persone facoltose. Nel biennio 1968-1969 si verificò un cambio di rotta, una riduzione dei finanziamenti per la ricerca. Era appena salito alla presidenza il repubblicano Richard Nixon e il suo programma prevedeva una crescita zero per gli istituti per la salute e un taglio alla ricerca. Mary non si arrese e si lanciò in una nuova iniziativa: venne pubblicato un libro, scritto dal direttore dell'“American Medical Center Di Denver”, Salomon Garb, che riassumeva il suo pensiero e che si intitolava “La guarigione del cancro, un traguardo nazionale”. Subito dopo Mary organizzò il Comitato dei cittadini per la lotta al cancro. Nel dicembre 1969 venne pubblicata sul New York Times un'intera pagina intitolata “Mister Nixon, lei può guarire il cancro”. A questo punto il Comitato si rivolse direttamente al nuovo capo dello Stato: 
Nixon non poté ignorare un invito così clamoroso e decise di intervenire. Il National Cancer Act, firmato da Nixon e divenuto esecutivo nel 1971, fornì poteri, risorse e ricercatori per un approccio sistematico al problema dei tumori. Grazie all'intervento di Nixon il bilancio del National Cancer Institute venne quadruplicato: passò da 190 a 815 milioni di dollari. Contemporaneamente iniziò un'altra battaglia, quella contro il fumo. Gli studi clinici finanziati dal programma del National Cancer Institute iniziarono a migliorare concretamente la sopravvivenza ad alcuni tumori come la leucemia acuta, i linfomi maligni, i carcinomi della mammella e del testicolo.

## I riconoscimenti
Mary ricevette dieci lauree honoris causa e la Legion d'onore francese. Nel 1969 lo Stato le conferì un'importantissima onorificenza, il Presidential Medal of Freedom. Poi ricevette nel 1987 il Four Freedoms Award, e nel 1989 il Congressional Gold Medal da parte del National Cancer Institute. Infatti fu grazie alla sua pressione incessante che il National Cancer Institute poté diventare il centro direttivo della ricerca oncologica.